# Strophitus connasaugaensis
Strophitus connasaugaensis es una especie de molusco bivalvo de la familia Unionidae.

## Distribución geográfica
Es  endémica de los Estados Unidos.